# Segunda lei da termodinâmica
A segunda lei da termodinâmica é uma lei física baseada na observação empírica universal sobre  interconversões de energia e calor. Uma declaração simples da lei é que o calor sempre flui espontaneamente de regiões mais quentes para mais frias da matéria (ou "ladeira abaixo" em termos do gradiente de temperatura). Outra declaração é: "Nem todo calor pode ser convertido em trabalho em um processo cíclico."
A segunda lei da termodinâmica estabelece o conceito de entropia como uma propriedade física de um sistema termodinâmico. Ela prevê se os processos são proibidos apesar de obedecer ao requisito de conservação de energia, conforme expresso na primeira lei da termodinâmica, e fornece os critérios necessários para processos espontâneos. Por exemplo, a primeira lei permite o processo de uma xícara caindo de uma mesa e quebrando no chão, bem como permite o processo reverso dos fragmentos da xícara voltando a se juntar e "pulando" de volta para a mesa, enquanto a segunda lei permite o primeiro e nega o último. A segunda lei pode ser formulada pela observação de que a entropia de sistemas isolados deixados para evolução espontânea não pode diminuir, pois eles sempre tendem a um estado de equilíbrio termodinâmico onde a entropia é mais alta na energia interna dada. Um aumento na entropia combinada do sistema e arredores é responsável pela irreversibilidade dos processos naturais, frequentemente referidos no conceito da flecha do tempo.
Historicamente, a segunda lei foi uma descoberta empírica que foi aceita como um axioma da teoria termodinâmica. A mecânica estatística fornece uma explicação microscópica da lei em termos de distribuições de probabilidade dos estados de grandes conjuntos de átomos ou moléculas. A segunda lei foi expressa de muitas maneiras. Sua primeira formulação, que precedeu a definição adequada de entropia e foi baseada na teoria calórica, é o teorema de Carnot, formulado pelo cientista francês Sadi Carnot, que em 1824 mostrou que a eficiência da conversão de calor em trabalho em uma máquina térmica tem um limite superior. A primeira definição rigorosa da segunda lei baseada no conceito de entropia veio do cientista alemão Rudolf Clausius na década de 1850 e incluiu sua declaração de que o calor nunca pode passar de um corpo mais frio para um mais quente sem que alguma outra mudança, conectada a ele, ocorra ao mesmo tempo.
A segunda lei da termodinâmica permite a definição do conceito de temperatura termodinâmica, mas isso foi formalmente delegado à lei zero da termodinâmica.

## Introdução

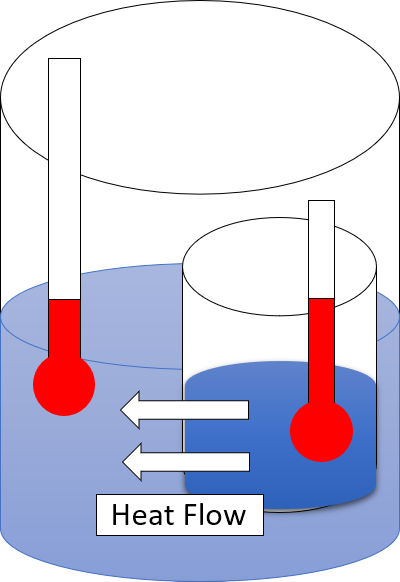
Calor fluindo a partir da água quente para a água fria (em inglês)

A primeira lei da termodinâmica fornece a definição da energia interna de um sistema termodinâmico e expressa sua mudança para um sistema fechado em termos de trabalho e calor. Pode ser vinculada à lei da conservação de energia. Conceitualmente, a primeira lei descreve o princípio fundamental de que os sistemas não consomem ou "gastam" energia, que a energia não é criada nem destruída, mas é simplesmente convertida de uma forma para outra.
A segunda lei diz respeito à direção dos processos naturais. Ela afirma que um processo natural ocorre apenas em um sentido e não é reversível. Ou seja, o estado de um sistema natural em si pode ser revertido, mas não sem aumentar a entropia do entorno do sistema, ou seja, tanto o estado do sistema quanto o estado de seu entorno não podem ser juntos, totalmente revertidos, sem implicar a destruição da entropia.
Por exemplo, quando um caminho para condução ou radiação é disponibilizado, o calor sempre flui espontaneamente de um corpo mais quente para um mais frio. Tais fenômenos são contabilizados em termos de mudança de entropia. Uma bomba de calor pode reverter esse fluxo de calor, mas o processo de reversão e o processo original, ambos causam produção de entropia, aumentando assim a entropia do entorno do sistema. Se um sistema isolado contendo subsistemas distintos é mantido inicialmente em equilíbrio termodinâmico interno por partição interna por paredes impermeáveis entre os subsistemas, e então alguma operação torna as paredes mais permeáveis, então o sistema evolui espontaneamente para atingir um novo equilíbrio termodinâmico interno final, e sua entropia total, {\displaystyle S}, aumenta.
Em um processo reversível ou quase estático, idealizado, de transferência de energia como calor para um sistema termodinâmico fechado de interesse (que permite a entrada ou saída de energia – mas não a transferência de matéria), a partir de um sistema termodinâmico auxiliar, um incremento infinitesimal ({\displaystyle \mathrm {d} S}) na entropia do sistema de interesse é definido como resultado de uma transferência de calor infinitesimal ({\displaystyle \delta Q}) para o sistema de interesse, dividido pela temperatura termodinâmica comum {\displaystyle (T)} do sistema de interesse e do sistema termodinâmico auxiliar:
{\displaystyle \mathrm {d} S={\frac {\delta Q}{T}}\,\,\,\,\,\,\,\,\,\,\,\,\,\,\,\,\,\,\,\,\,\,\,{\text{(sistema fechado; processo reversível, idealizado)}}}.
Diferentes notações são usadas para uma quantidade infinitesimal de calor {\displaystyle (\delta )} e mudança infinitesimal de entropia {\displaystyle (\mathrm {d} )} porque a entropia é uma função de estado, enquanto o calor, como o trabalho, não é.
Para um processo infinitesimal realmente possível sem troca de massa com o entorno, a segunda lei requer que o incremento na entropia do sistema cumpra a desigualdade
{\displaystyle \mathrm {d} S>{\frac {\delta Q}{T_{\text{surr}}}}\,\,\,\,\,\,\,\,\,\,\,\,\,\,\,\,\,\,\,\,\,\,\,{\text{(sistema fechado; processo irreversível, realmente possível)}}}.
Isto ocorre porque um processo geral para este caso (nenhuma troca de massa entre o sistema e seus arredores) pode incluir trabalho sendo feito no sistema por seus arredores, o que pode ter efeitos de atrito ou viscosos dentro do sistema, porque uma reação química pode estar em andamento, ou porque a transferência de calor realmente ocorre apenas irreversivelmente, impulsionada por uma diferença finita entre a temperatura do sistema (T) e a temperatura dos arredores (Tsurr).
A igualdade ainda se aplica ao fluxo de calor puro (apenas fluxo de calor, nenhuma mudança na composição química e massa),
{\displaystyle \mathrm {d} S={\frac {\delta Q}{T}}\,\,\,\,\,\,\,\,\,\,\,\,\,\,\,\,\,\,\,\,\,\,\,{\text{(processo irreversível quase estático realmente possível sem mudança de composição)}}}.
que é a base da determinação precisa da entropia absoluta de substâncias puras a partir de curvas de capacidade térmica medidas e mudanças de entropia em transições de fase, ou seja, por calorimetria.
A zerésima lei da termodinâmica em sua declaração curta usual permite o reconhecimento de que dois corpos em uma relação de equilíbrio térmico têm a mesma temperatura, especialmente que um corpo de teste tem a mesma temperatura que um corpo termométrico de referência. Para um corpo em equilíbrio térmico com outro, há indefinidamente muitas escalas de temperatura empíricas, em geral, respectivamente, dependendo das propriedades de um corpo termométrico de referência particular. A segunda lei permite uma escala de temperatura distinta, que define uma temperatura termodinâmica absoluta, independente das propriedades de qualquer corpo termométrico de referência particular.

## Várias declarações da lei
A segunda lei da termodinâmica pode ser expressa de muitas maneiras específicas, as declarações clássicas mais proeminentes sendo a declaração de Rudolf Clausius (1854), a declaração de Lord Kelvin (1851) e a declaração em termodinâmica axiomática de Constantin Carathéodory (1909). Essas declarações lançam a lei em termos físicos gerais citando a impossibilidade de certos processos. As declarações de Clausius e Kelvin demonstraram ser equivalentes.

### Princípio de Carnot
A origem histórica da segunda lei da termodinâmica estava na análise teórica de Sadi Carnot sobre o fluxo de calor em máquinas a vapor (1824). A peça central dessa análise, agora conhecida como máquina de Carnot, é uma máquina térmica ideal operada ficticiamente no modo limitante de extrema lentidão conhecido como quase-estático, de modo que as transferências de calor e trabalho são entre subsistemas que estão sempre em seus próprios estados internos de equilíbrio termodinâmico. Ela representa a eficiência máxima teórica de uma máquina térmica operando entre quaisquer dois reservatórios térmicos ou de calor em temperaturas diferentes. O princípio de Carnot foi reconhecido por Carnot em uma época em que a teoria calórica representava a compreensão dominante da natureza do calor, antes do reconhecimento da primeira lei da termodinâmica e antes da expressão matemática do conceito de entropia. Interpretada à luz da primeira lei, a análise de Carnot é fisicamente equivalente à segunda lei da termodinâmica e permanece válida hoje. Alguns exemplos de seu livro são:
...onde quer que exista uma diferença de temperatura, a força motriz pode ser produzida.
A produção de força motriz é então devido, em máquinas a vapor, não a um consumo real de calórico, mas ao seu transporte de um corpo quente para um corpo frio...
A força motriz do calor é independente dos agentes empregados para realizá-la; sua quantidade é fixada unicamente pelas temperaturas dos corpos entre os quais é efetuada, finalmente, a transferência de calórico.
Em termos modernos, o princípio de Carnot pode ser declarado de forma mais precisa:
A eficiência de um ciclo de Carnot quase estático ou reversível depende apenas das temperaturas dos dois reservatórios de calor e é a mesma, qualquer que seja a substância de trabalho. Um motor de Carnot operado dessa maneira é o motor térmico mais eficiente possível usando essas duas temperaturas.

### Declaração de Clausius
Em 1850, o cientista alemão Rudolf Clausius lançou as bases para a segunda lei da termodinâmica examinando a relação entre transferência de calor e trabalho. Sua formulação da segunda lei, que foi publicada em alemão em 1854, é conhecida como a declaração de Clausius:
O calor nunca pode passar a partir de um corpo mais frio para um corpo mais quente sem que alguma outra mudança, relacionada a ele, ocorra ao mesmo tempo.
A declaração de Clausius usa o conceito de "passagem de calor". Como é usual em discussões termodinâmicas, isso significa "transferência líquida de energia como calor", e não se refere a transferências contributivas de um lado para o outro.
O calor não pode fluir espontaneamente a partir de regiões frias para regiões quentes sem que trabalho externo seja realizado no sistema, o que é evidente a partir da experiência comum de refrigeração, por exemplo. Em uma geladeira, o calor é transferido a partir do frio para o quente, mas apenas quando forçado por um agente externo, o sistema de refrigeração.

### Declarações de Kelvin
Lord Kelvin expressou a segunda lei em várias formulações.
É impossível para uma máquina auto-atuante, sem a ajuda de qualquer agência externa, transmitir calor a partir de um corpo para outro a uma temperatura mais alta.
É impossível, por meio de agência material inanimada, derivar efeito mecânico a partir de qualquer porção da matéria, resfriando-a abaixo da temperatura do mais frio dos objetos circundantes.

### Equivalência das declarações de Clausius e Kelvin

Derivação da declaração de Kelvin a partir da declaração de Clausius

Suponha que haja um motor violando a declaração de Kelvin: ou seja, um que drena calor e o converte completamente em trabalho (o calor drenado é totalmente convertido em trabalho) de forma cíclica sem nenhum outro resultado. Agora, emparelhe-o com uma máquina de Carnot invertida, conforme mostrado na figura à direita. A eficiência de um motor térmico normal é η e, portanto, a eficiência do motor térmico invertido é 1/η. O efeito líquido e único do par combinado de motores é transferir calor {\textstyle \Delta Q=Q\left({\frac {1}{\eta }}-1\right)} a partir do reservatório mais frio para o mais quente, o que viola a declaração de Clausius. Esta é uma consequência da primeira lei da termodinâmica, quanto à energia total do sistema permanecer a mesma; {\textstyle {\text{Entrada}}+{\text{Saída}}=0\implies (Q+Q_{c})-{\frac {Q}{\eta }}=0}, onde (1) a convenção de sinal de calor é usada na qual o calor que entra (sai) a partir de um motor é positivo (negativo) e (2) {\displaystyle {\frac {Q}{\eta }}} é obtido pela definição de eficiência do motor quando a operação do motor não é revertida. Assim, uma violação da declaração de Kelvin implica uma violação da declaração de Clausius, ou seja, a declaração de Clausius implica a declaração de Kelvin. Podemos provar de maneira semelhante que a afirmação de Kelvin implica a afirmação de Clausius e, portanto, as duas são equivalentes.

### Proposição de Planck
Planck ofereceu a seguinte proposição como derivada diretamente a partir da experiência. Isso às vezes é considerado como sua declaração da segunda lei, mas ele a considerou como um ponto de partida para a derivação da segunda lei.
É impossível construir um motor que funcione em um ciclo completo e não produza nenhum efeito, exceto a produção de trabalho e o resfriamento de um reservatório de calor.

### Relação entre a declaração de Kelvin e a proposição de Planck
É quase costumeiro em livros didáticos falar da "declaração de Kelvin e Planck" da lei, como por exemplo no texto de ter Haar e Wergeland. Esta versão, também conhecida como declaração da máquina térmica, da segunda lei afirma que
É impossível conceber um dispositivo de operação cíclica, cujo único efeito seja absorver energia na forma de calor a partir de um único reservatório térmico e fornecer uma quantidade equivalente de trabalho.

### Declaração de Planck
Max Planck declarou a segunda lei da seguinte forma.
Todo processo que ocorre na natureza prossegue no sentido em que a soma das entropias de todos os corpos que participam do processo é aumentada. No limite, ou seja, para processos reversíveis, a soma das entropias permanece inalterada.
A declaração de Planck é bem parecida com a de George Uhlenbeck e G. W. Ford para fenômenos irreversíveis.
... em uma mudança irreversível ou espontânea de um estado de equilíbrio para outro (como por exemplo a equalização da temperatura de dois corpos A e B, quando colocados em contato), a entropia sempre aumenta.

### Princípio de Carathéodory
Constantin Carathéodory formulou a termodinâmica em uma base axiomática puramente matemática. Sua declaração da segunda lei é conhecida como o Princípio de Carathéodory, que pode ser formulada da seguinte forma:
Em cada vizinhança de qualquer estado S de um sistema adiabaticamente fechado, há estados inacessíveis de S.
Com essa formulação, ele descreveu o conceito de acessibilidade adiabática pela primeira vez e forneceu a base para um novo subcampo da termodinâmica clássica, frequentemente chamado de termodinâmica geométrica. Segue-se do princípio de Carathéodory que a quantidade de energia transferida quase estaticamente como calor é uma função de processo holonômica, em outras palavras, {\displaystyle \delta Q=TdS}.
Embora seja quase costumeiro em livros didáticos dizer que o princípio de Carathéodory expressa a segunda lei e tratá-lo como equivalente às declarações de Clausius ou Kelvin e Planck, esse não é o caso. Para obter todo o conteúdo da segunda lei, o princípio de Carathéodory precisa ser complementado pelo princípio de Planck, de que o trabalho isocórico sempre aumenta a energia interna de um sistema fechado que estava inicialmente em seu próprio equilíbrio termodinâmico interno.

### Princípio de Planck
Em 1926, Max Planck escreveu um artigo importante sobre os fundamentos da termodinâmica. Ele indicou o princípio
A energia interna de um sistema fechado é aumentada por um processo adiabático, durante a duração do qual o volume do sistema permanece constante.
Esta formulação não menciona calor e não menciona temperatura, nem mesmo entropia, e não necessariamente depende implicitamente desses conceitos, mas implica o conteúdo da segunda lei. Uma declaração intimamente relacionada é que "A pressão de atrito nunca faz trabalho positivo." Planck escreveu: "A produção de calor por atrito é irreversível."
Sem mencionar a entropia, este princípio de Planck é declarado em termos físicos. Ele está intimamente relacionado à declaração de Kelvin dada logo acima. É relevante que para um sistema com volume e números molares constantes, a entropia seja uma função monotônica da energia interna. No entanto, este princípio de Planck não é, na verdade, a declaração preferida de Planck da segunda lei, que é citada acima, em uma subseção anterior da presente seção deste artigo, e depende do conceito de entropia.
Uma declaração que em certo sentido é complementar ao princípio de Planck é feita por Claus Borgnakke e Richard E. Sonntag. Eles não a oferecem como uma declaração completa da segunda lei:
... há apenas uma maneira pela qual a entropia de um sistema [fechado] pode ser diminuída, e é transferindo calor a partir do sistema.
Diferentemente do princípio de Planck acima, este é explicitamente em termos de mudança de entropia. A remoção de matéria de um sistema também pode diminuir sua entropia.

### Relacionando a segunda lei com a definição de temperatura
A segunda lei demonstrou ser equivalente à energia interna U definida como uma função convexa das outras propriedades extensivas do sistema. Ou seja, quando um sistema é descrito declarando sua energia interna U, uma variável extensiva, como uma função de sua entropia S, volume V e número molar N, ou seja, U = U (S, V, N), então a temperatura é igual à derivada parcial da energia interna em relação à entropia (essencialmente equivalente à primeira equação TdS para V e N mantidos constantes):
{\displaystyle T=\left({\frac {\partial U}{\partial S}}\right)_{V,N}}

### Declarações da segunda lei, como a desigualdade de Clausius, envolvendo fluxos radiativos
A desigualdade de Clausius, assim como algumas outras declarações da segunda lei, devem ser reenunciadas para ter aplicabilidade geral para todas as formas de transferência de calor, ou seja, cenários envolvendo fluxos radiativos. Por exemplo, o integrando (đQ/T) da expressão de Clausius se aplica à condução e convecção de calor, e ao caso de transferência de radiação de corpo negro (BR) infinitesimal ideal, mas não se aplica à maioria dos cenários de transferência radiativa e em alguns casos não tem nenhum significado físico. Consequentemente, a desigualdade de Clausius foi reenunciada para que seja aplicável a ciclos com processos envolvendo qualquer forma de transferência de calor. A transferência de entropia com fluxos radiativos (\delta S_{\text{NetRad}}) é tomada separadamente daquela devido à transferência de calor por condução e convecção (\delta Q_{CC}), onde a temperatura é avaliada na fronteira do sistema onde ocorre a transferência de calor. A desigualdade de Clausius modificada, para todos os cenários de transferência de calor, pode então ser expressa como,
{\displaystyle \int _{\text{ciclo}}({\frac {\delta Q_{CC}}{T_{b}}}+\delta S_{\text{NetRad}})\leq 0}
Em poucas palavras, a desigualdade de Clausius está dizendo que quando um ciclo é concluído, a mudança na propriedade de estado S será zero, então a entropia que foi produzida durante o ciclo deve ter sido transferida para fora do sistema por transferência de calor. \delta  (ou đ) indica uma integração dependente do caminho.
Devido à emissão inerente de radiação de toda a matéria, a maioria dos cálculos de fluxo de entropia envolve fluxos radiativos incidentes, refletidos e emitidos. A energia e a entropia da radiação térmica de corpo negro que não é polarizada são calculadas usando as expressões de radiância de energia e de entropia espectrais derivadas por Max Planck usando mecânica estatística de equilíbrio,
{\displaystyle K_{\nu }={\frac {2h}{c^{2}}}{\frac {\nu ^{3}}{\exp \left({\frac {h\nu }{kT}}\right)-1}},}
{\displaystyle L_{\nu }={\frac {2k\nu ^{2}}{c^{2}}}((1+{\frac {c^{2}K_{\nu }}{2h\nu ^{3}}})\ln(1+{\frac {c^{2}K_{\nu }}{2h\nu ^{3}}})-({\frac {c^{2}K_{\nu }}{2h\nu ^{3}}})\ln({\frac {c^{2}K_{\nu }}{2h\nu ^{3}}}))}
onde c é a velocidade da luz, k é a constante de Boltzmann, h é a constante de Planck, ν é a frequência, e as quantidades Kv e Lv são os fluxos de energia e entropia por unidade de frequência, área e ângulo sólido. Ao derivar essa radiância de entropia espectral do corpo negro, com o objetivo de derivar a fórmula de energia do corpo negro, Planck postulou que a energia de um fóton era quantizada (em parte para simplificar a matemática), iniciando assim a teoria quântica.
Uma abordagem de mecânica estatística que não é de equilíbrio também foi usada para obter o mesmo resultado de Planck, indicando que tem significância mais ampla e representa uma entropia que não é de equilíbrio. Um gráfico de Kv versus frequência (v) para vários valores de temperatura (T) fornece uma família de espectros de energia de radiação de corpo negro, e da mesma forma para os espectros de entropia. Para fluxos de emissão de radiação que não é de corpo negro (NBR), a radiância de entropia espectral Lv é encontrada substituindo os dados de radiância de energia espectral Kv na expressão Lv (observando que os fluxos de entropia emitidos e refletidos, em geral, não são independentes). Para a emissão de radiação que não é de corpo negro (NBR), incluindo radiação de corpo cinza (GR), o fluxo de entropia emitido resultante, ou radiância L, tem uma proporção maior de entropia para energia (L/K), do que a de radiação de corpo negro (BR). Isto é, o fluxo de entropia da emissão de radiação que não é de corpo negro (NBR) está mais distante do resultado q/T de condução e convecção do que o da emissão de radiação de corpo negro (BR). Esta observação é consistente com as fórmulas de energia e entropia da radiação de corpo negro de Max Planck e é consistente com o fato de que a emissão de radiação de corpo negro representa a emissão máxima de entropia para todos os materiais com a mesma temperatura, bem como a emissão máxima de entropia para toda a radiação com a mesma radiância de energia.

### Declaração conceitual generalizada do princípio da segunda lei
A análise da segunda lei é valiosa na análise científica e de engenharia, pois fornece uma série de benefícios sobre a análise de energia sozinha, incluindo a base para determinar a qualidade da energia (conteúdo de exergia), entender fenômenos físicos fundamentais e melhorar a avaliação e otimização do desempenho. Como resultado, uma declaração conceitual do princípio é muito útil na análise de engenharia. Os sistemas termodinâmicos podem ser categorizados pelas quatro combinações de entropia (S) para cima ou para baixo e uniformidade (Y) – entre o sistema e seu ambiente – para cima ou para baixo. Esta categoria "especial" de processos, categoria IV, é caracterizada pelo movimento na direção de baixa desordem e baixa uniformidade, neutralizando a tendência da segunda lei em direção à uniformidade e desordem.

A segunda lei pode ser conceitualmente declarada como segue: Matéria e energia têm a tendência de atingir um estado de uniformidade ou equilíbrio interno e externo, um estado de desordem máxima (entropia). Processos reais que não são de equilíbrio sempre produzem entropia, causando aumento de desordem no universo, enquanto processos reversíveis idealizados não produzem entropia e nenhum processo é conhecido por existir que destrua a entropia. A tendência de um sistema de se aproximar da uniformidade pode ser neutralizada, e o sistema pode se tornar mais ordenado ou complexo, pela combinação de duas coisas, uma fonte de trabalho ou exergia e alguma forma de instrução ou inteligência. Onde "exergia" é o potencial de trabalho térmico, mecânico, elétrico ou químico de uma fonte ou fluxo de energia, e "instrução ou inteligência", embora subjetiva, está no contexto do conjunto de processos da categoria IV.
Considere um exemplo de categoria IV de fabricação robótica e montagem de veículos em uma fábrica. A maquinaria robótica requer entrada de trabalho elétrico e instruções, mas quando concluída, os produtos manufaturados têm menos uniformidade com seus arredores, ou mais complexidade (ordem superior) em relação às matérias-primas das quais foram feitos. Assim, a entropia ou desordem do sistema diminui enquanto a tendência à uniformidade entre o sistema e seu ambiente é neutralizada. Neste exemplo, as instruções, bem como a fonte de trabalho podem ser internas ou externas ao sistema, e podem ou não cruzar o limite do sistema. Para ilustrar, as instruções podem ser pré-codificadas e o trabalho elétrico pode ser armazenado em um sistema de armazenamento de energia no local. Alternativamente, o controle da maquinaria pode ser por operação remota por uma rede de comunicações, enquanto o trabalho elétrico é fornecido à fábrica pela rede elétrica local. Além disso, os humanos podem desempenhar diretamente, no todo ou em parte, o papel que a maquinaria robótica desempenha na fabricação. Nesse caso, instruções podem estar envolvidas, mas a inteligência é direta ou indiretamente responsável pela direção ou aplicação do trabalho de forma a neutralizar a tendência à desordem e uniformidade.
Há também situações em que a entropia diminui espontaneamente por meio de transferência de energia e entropia. Quando restrições termodinâmicas não estão presentes, espontaneamente energia ou massa, bem como a entropia que a acompanha, podem ser transferidas para fora de um sistema em um progresso para atingir equilíbrio externo ou uniformidade em propriedades intensivas do sistema com seus arredores. Isso ocorre espontaneamente porque a energia ou massa transferida do sistema para seus arredores resulta em uma entropia maior nos arredores, ou seja, resulta em maior entropia geral do sistema mais seus arredores. Observe que essa transferência de entropia requer desequilíbrio em propriedades, como uma diferença de temperatura. Um exemplo disso é a cristalização de resfriamento da água que pode ocorrer quando os arredores do sistema estão abaixo de temperaturas de congelamento. A transferência de calor irrestrita pode ocorrer espontaneamente, levando ao congelamento de moléculas de água em uma estrutura cristalizada de desordem reduzida (aderindo em uma certa ordem devido à atração molecular). A entropia do sistema diminui, mas o sistema se aproxima da uniformidade com seus arredores (categoria III).
Por outro lado, considere a refrigeração de água em um ambiente quente. Devido à refrigeração, à medida que o calor é extraído da água, a temperatura e a entropia da água diminuem, à medida que o sistema se afasta da uniformidade com seu entorno ou ambiente quente (categoria IV). O ponto principal, a conclusão, é que a refrigeração não requer apenas uma fonte de trabalho, ela requer equipamento projetado, bem como inteligência operacional pré-codificada ou direta ou instruções para atingir o efeito de refrigeração desejado.

## Corolários

### Movimento perpétuo de segundo tipo
Antes do estabelecimento da segunda lei, muitas pessoas interessadas em inventar uma máquina de movimento perpétuo tentaram contornar as restrições da primeira lei da termodinâmica extraindo a energia interna massiva do ambiente como a potência da máquina. Tal máquina é chamada de "máquina de movimento perpétuo do segundo tipo". A segunda lei declarou a impossibilidade de tais máquinas.

### Teorema de Carnot
O teorema de Carnot (1824) é um princípio que limita a eficiência máxima para qualquer motor possível. A eficiência depende unicamente da diferença de temperatura entre os reservatórios térmicos quentes e frios. O teorema de Carnot afirma:
- Todos os motores térmicos irreversíveis entre dois reservatórios de calor são menos eficientes do que um motor de Carnot operando entre os mesmos reservatórios.
- Todos os motores térmicos reversíveis entre dois reservatórios de calor são igualmente eficientes com um motor de Carnot operando entre os mesmos reservatórios.

Em seu modelo ideal, o calor do calórico convertido em trabalho poderia ser restabelecido pela reversão do movimento do ciclo, um conceito posteriormente conhecido como reversibilidade termodinâmica. Carnot, no entanto, postulou ainda que parte do calórico é perdida, não sendo convertida em trabalho mecânico. Portanto, nenhum motor térmico real poderia realizar a reversibilidade do ciclo de Carnot e foi condenado a ser menos eficiente.
Embora formulado em termos de calórico (veja a teoria calórica obsoleta), em vez de entropia, esta foi uma visão inicial da segunda lei.

### Desigualdade de Clausius
O teorema de Clausius (1854) afirma que em um processo cíclico
{\displaystyle \oint {\frac {\delta Q}{T_{\text{arred}}}}\leq 0}
A igualdade vale no caso reversível e a desigualdade estrita vale no caso irreversível, com Tarred como a temperatura do banho de calor (arredores) aqui. O caso reversível é usado para introduzir a entropia da função de estado. Isso ocorre porque em processos cíclicos a variação de uma função de estado é zero da funcionalidade de estado.

### Temperatura termodinâmica
Para um motor térmico arbitrário, a eficiência é:

| {\displaystyle \eta ={\frac {\|W_{n}\|}{q_{\text{H}}}}={\frac {q_{H}+q_{\text{C}}}{q_{\text{H}}}}=1-{\frac {\|q_{\text{C}}\|}{\|q_{\text{H}}\|}}} | \| \| \| \| \| \| \| \| | (1) |
| |                         |     |
| |                         |     |
onde Wn é o trabalho líquido feito pelo motor por ciclo, qH > 0 é o calor adicionado ao motor a partir de um reservatório quente, qC = −|qC| < 0 é o calor residual liberado para um reservatório frio a partir do motor. Assim, a eficiência depende apenas da razão |qC| / |qH|.
O teorema de Carnot afirma que todos os motores reversíveis operando entre os mesmos reservatórios de calor são igualmente eficientes. Assim, qualquer motor térmico reversível operando entre as temperaturas TH e TC deve ter a mesma eficiência, ou seja, a eficiência é uma função apenas das temperaturas:

| {\displaystyle {\frac {\|q_{\text{C}}\|}{\|q_{\text{H}}\|}}=f(T_{\text{H}},T_{\text{C}})} | \| \| \| \| \| \| \| \| | (2) |
|                                                                                           |                         |     |
|                                                                                           |                         |     |
Além disso, um motor térmico reversível operando entre as temperaturas T1 e T3 deve ter a mesma eficiência que um que consiste em dois ciclos, um entre T1 e outra temperatura (intermediária) T2, e o segundo entre T2 e T3, onde T1 > T2 > T3. Isso ocorre porque, se uma parte do motor de dois ciclos estiver escondida de forma que seja reconhecida como um motor entre os reservatórios nas temperaturas T1 e T3, então a eficiência deste motor deve ser a mesma do outro motor nos mesmos reservatórios. Se escolhermos motores de forma que o trabalho feito pelo motor de um ciclo e pelo motor de dois ciclos seja o mesmo, então a eficiência de cada motor térmico é escrita como abaixo.
{\displaystyle \eta _{1}=1-{\frac {|q_{3}|}{|q_{1}|}}=1-f(T_{1},T_{3})}
{\displaystyle \eta _{2}=1-{\frac {|q_{2}|}{|q_{1}|}}=1-f(T_{1},T_{2})}
{\displaystyle \eta _{3}=1-{\frac {|q_{3}|}{|q_{2}|}}=1-f(T_{2},T_{3})}
Aqui, o motor 1 é o motor de um ciclo, e os motores 2 e 3 formam o motor de dois ciclos onde há o reservatório intermediário em T2. Também usamos o fato de que o calor {\displaystyle q_{2}} passa pelo reservatório térmico intermediário em {\displaystyle T_{2}} sem perder sua energia. (Isto é, {\displaystyle q_{2}} não é perdido durante sua passagem pelo reservatório em {\displaystyle T_{2}}.) Este fato pode ser provado pelo seguinte.
{\displaystyle {\begin{aligned}&{{\eta }_{2}}=1-{\frac {|{{q}_{2}}|}{|{{q}_{1}}|}}\to |{{w}_{2}}|=|{{q}_{1}}|-|{{q}_{2}}|\\&{{\eta }_{3}}=1-{\frac {|{{q}_{3}}|}{|{{q}_{2}}^{*}|}}\to |{{w}_{3}}|=|{{q}_{2}}^{*}|-|{{q}_{3}}|\\&|{{w}_{2}}|+|{{w}_{3}}|=(|{{q}_{1}}|-|{{q}_{2}}|)+(|{{q}_{2}}^{*}|-|{{q}_{3}}|)\\&{{\eta }_{1}}=1-{\frac {|{{q}_{3}}|}{|{{q}_{1}}|}}={\frac {(|{{w}_{2}}|+|{{w}_{3}}|)}{|{{q}_{1}}|}}={\frac {(|{{q}_{1}}|-|{{q}_{2}}|)+(|{{q}_{2}}^{*}|-|{{q}_{3}}|)}{|{{q}_{1}}|}}\\\end{aligned}}}
Para ter consistência na última equação, o calor {\displaystyle q_{2}} transportado a partir do motor 2 para o reservatório intermediário deve ser igual ao calor {\displaystyle q_{2}^{*}} transportado a partir do reservatório para o motor 3.
Então
{\displaystyle f(T_{1},T_{3})={\frac {|q_{3}|}{|q_{1}|}}={\frac {|q_{2}||q_{3}|}{|q_{1}||q_{2}|}}=f(T_{1},T_{2})f(T_{2},T_{3})}
Agora considere o caso em que {\displaystyle T_{1}} é uma temperatura de referência fixa: a temperatura do ponto triplo da água como 273,16 K; {\displaystyle T_{1}=\mathrm {273,16~K} }. Então para qualquer T2 e T3,
{\displaystyle f(T_{2},T_{3})={\frac {f(T_{1},T_{3})}{f(T_{1},T_{2})}}={\frac {273,16{\text{ K}}\cdot f(T_{1},T_{3})}{273,16{\text{ K}}\cdot f(T_{1},T_{2})}}}
Portanto, se a temperatura termodinâmica T* é definida por
{\displaystyle T^{*}=273,16{\text{ K}}\cdot f(T_{1},T)}
então a função f, vista como uma função de temperaturas termodinâmicas, é simplesmente
{\displaystyle f(T_{2},T_{3})=f(T_{2}^{*},T_{3}^{*})={\frac {T_{3}^{*}}{T_{2}^{*}}}}
e a temperatura de referência T1* = 273,16 K × f(T1,T1) = 273,16 K. (Qualquer temperatura de referência e qualquer valor numérico positivo podem ser usados – a escolha aqui corresponde à escala Kelvin.)

### Entropia
De acordo com a igualdade de Clausius, para um processo reversível
{\displaystyle \oint {\frac {\delta Q}{T}}=0}
Isso significa que a integral de linha {\displaystyle \int _{L}{\frac {\delta Q}{T}}} é independente do caminho para processos reversíveis.
Então podemos definir uma função de estado S chamada entropia, que para um processo reversível ou para transferência de calor pura satisfaz
{\displaystyle dS={\frac {\delta Q}{T}}}
Com isso, podemos apenas obter a diferença de entropia integrando a fórmula acima. Para obter o valor absoluto, precisamos da terceira lei da termodinâmica, que afirma que S = 0 no zero absoluto para cristais perfeitos.
Para qualquer processo irreversível, já que a entropia é uma função de estado, podemos sempre conectar os estados inicial e terminal com um processo reversível imaginário e integrar nesse caminho para calcular a diferença na entropia.
Agora inverta o processo reversível e combine-o com o dito processo irreversível. Aplicando a desigualdade de Clausius neste loop, com Tarred como a temperatura do entorno,
{\displaystyle -\Delta S+\int {\frac {\delta Q}{T_{\text{arred}}}}=\oint {\frac {\delta Q}{T_{\text{arred}}}}\leq 0}
Assim,
{\displaystyle \Delta S\geq \int {\frac {\delta Q}{T_{\text{arred}}}}}
onde a igualdade se mantém se a transformação for reversível. Se o processo for um processo adiabático, então {\displaystyle \delta Q=0}, então {\displaystyle \Delta S\geq 0}.

### Energia, trabalho útil disponível
Um caso especial idealizado importante e revelador é considerar a aplicação da segunda lei ao cenário de um sistema isolado (chamado de sistema total ou universo), composto de duas partes: um subsistema de interesse e os arredores do subsistema. Esses arredores são imaginados como tão grandes que podem ser considerados como um reservatório de calor ilimitado na temperatura TR e pressão PR  –  de modo que não importa quanto calor seja transferido para (ou do) subsistema, a temperatura dos arredores permanecerá TR; e não importa o quanto o volume do subsistema se expanda (ou contraia), a pressão dos arredores permanecerá PR.
Quaisquer que sejam as mudanças em dS e dSR que ocorram nas entropias do subsistema e do entorno individualmente, a entropia Stot do sistema total isolado não deve diminuir de acordo com a segunda lei da termodinâmica:
{\displaystyle dS_{\mathrm {tot} }=dS+dS_{\text{R}}\geq 0}
De acordo com a primeira lei da termodinâmica, a mudança dU na energia interna do subsistema é a soma do calor δq adicionado ao subsistema, menos qualquer trabalho δw feito pelo subsistema, mais qualquer energia química líquida que entra no subsistema d ΣμiRNi, de modo que:
{\displaystyle dU=\delta q-\delta w+d\left(\sum \mu _{iR}N_{i}\right)}
onde μiR são os potenciais químicos de espécies químicas no ambiente externo.
Agora o calor que sai do reservatório e entra no subsistema é
{\displaystyle \delta q=T_{\text{R}}(-dS_{\text{R}})\leq T_{\text{R}}dS}
onde usamos primeiro a definição de entropia na termodinâmica clássica (alternativamente, na termodinâmica estatística, a relação entre mudança de entropia, temperatura e calor absorvido pode ser derivada); e então a desigualdade da segunda lei acima.
Portanto, segue-se que qualquer trabalho líquido δw feito pelo subsistema deve obedecer
{\displaystyle \delta w\leq -dU+T_{\text{R}}dS+\sum \mu _{iR}dN_{i}}
É útil separar o trabalho δw feito pelo subsistema no trabalho útil δwu que pode ser feito pelo subsistema, além do trabalho pR dV feito meramente pelo subsistema se expandindo contra a pressão externa circundante, dando a seguinte relação para o trabalho útil (exergia) que pode ser feito:
{\displaystyle \delta w_{u}\leq -d\left(U-T_{\text{R}}S+p_{\text{R}}V-\sum \mu _{iR}N_{i}\right)}
É conveniente definir o lado direito como a derivada exata de um potencial termodinâmico, chamado de disponibilidade ou exergia E do subsistema,
{\displaystyle E=U-T_{\text{R}}S+p_{\text{R}}V-\sum \mu _{iR}N_{i}}
A segunda lei, portanto, implica que para qualquer processo que pode ser considerado como dividido simplesmente em um subsistema e um reservatório ilimitado de temperatura e pressão com o qual está em contato,
{\displaystyle dE+\delta w_{u}\leq 0}
ou seja, a mudança na exergia do subsistema mais o trabalho útil feito pelo subsistema (ou, a mudança na exergia do subsistema menos qualquer trabalho, adicional ao feito pelo reservatório de pressão, feito no sistema) deve ser menor que ou igual a zero.
Em suma, se um estado de referência próprio do tipo reservatório infinito for escolhido como o entorno do sistema no mundo real, então a segunda lei prevê uma diminuição em E para um processo irreversível e nenhuma mudança para um processo reversível.
{\displaystyle dS_{\text{tot}}\geq 0} é equivalente a {\displaystyle dE+\delta w_{u}\leq 0}
Esta expressão, juntamente com o estado de referência associado, permite que um engenheiro de design trabalhando na escala macroscópica (acima do limite termodinâmico) utilize a segunda lei sem medir ou considerar diretamente a mudança de entropia em um sistema isolado total. Essas mudanças já foram consideradas pela suposição de que o sistema em consideração pode atingir o equilíbrio com o estado de referência sem alterar o estado de referência. Uma eficiência para um processo ou conjunto de processos que o compara ao ideal reversível também pode ser encontrada.
Esta abordagem para a segunda lei é amplamente utilizada na prática de engenharia, contabilidade ambiental, ecologia de sistemas e outras disciplinas.

## Direção dos processos espontâneos
A segunda lei determina se um processo físico ou químico proposto é proibido ou pode ocorrer espontaneamente. Para sistemas isolados, nenhuma energia é fornecida pelo ambiente e a segunda lei exige que a entropia do sistema por si só não possa diminuir: ΔS ≥ 0. Exemplos de processos físicos espontâneos em sistemas isolados incluem o seguinte:
- 1) O calor pode ser transferido de uma região de temperatura mais alta para uma temperatura mais baixa (mas não o inverso).
- 2) A energia mecânica pode ser convertida em energia térmica (mas não o inverso).
- 3) Um soluto pode se mover de uma região de maior concentração para uma região de menor concentração (mas não o inverso).

No entanto, para alguns sistemas que não são isolados que podem trocar energia com o ambiente, o ambiente troca calor suficiente com o sistema, ou realiza trabalho suficiente sobre o sistema, de modo que os processos ocorrem na direção oposta. Nesse caso, o processo inverso pode ocorrer porque ele está "acoplado" a um processo simultâneo que "aumenta" a entropia do ambiente. O processo acoplado prosseguirá desde que a variação total da entropia do sistema e do ambiente combinados não seja negativa, conforme exigido pela segunda lei: ΔStot = ΔS + ΔSR ≥ 0. Para os três exemplos acima:
- 1) O calor pode ser transferido de uma região de temperatura mais baixa para uma de temperatura mais alta por um refrigerador ou uma bomba de calor, desde que o dispositivo forneça trabalho mecânico suficiente ao sistema e o converta em energia térmica dentro do sistema.
- 2) A energia térmica pode ser convertida por uma máquina térmica em trabalho mecânico dentro de um sistema a uma única temperatura, desde que a máquina térmica transfira uma quantidade suficiente de calor do sistema para uma região de menor temperatura no entorno.
- 3) Um soluto pode viajar de uma região de menor concentração para uma região de maior concentração no processo bioquímico de transporte ativo, se trabalho suficiente for fornecido por um gradiente de concentração de um produto químico como trifosfato de adenosina (ATP) ou por um gradiente eletroquímico.

### Segunda lei na termodinâmica química
Para um processo químico espontâneo em um sistema fechado a temperatura e pressão constantes sem trabalho não-PV, a desigualdade de Clausius ΔS > Q/Tarred se transforma em uma condição para a mudança na energia livre de Gibbs
{\displaystyle \Delta G<0}
ou dG < 0. Para um processo semelhante a temperatura e volume constantes, a mudança na energia livre de Helmholtz deve ser negativa, Δ {\displaystyle \Delta A<0}. Assim, um valor negativo da mudança na energia livre (G ou A) é uma condição necessária para que um processo seja espontâneo. Esta é a forma mais útil da segunda lei da termodinâmica em química, onde as mudanças de energia livre podem ser calculadas a partir de entalpias tabuladas de formação e entropias molares padrão de reagentes e produtos. A condição de equilíbrio químico em T e p constantes sem trabalho elétrico é dG = 0.

## História

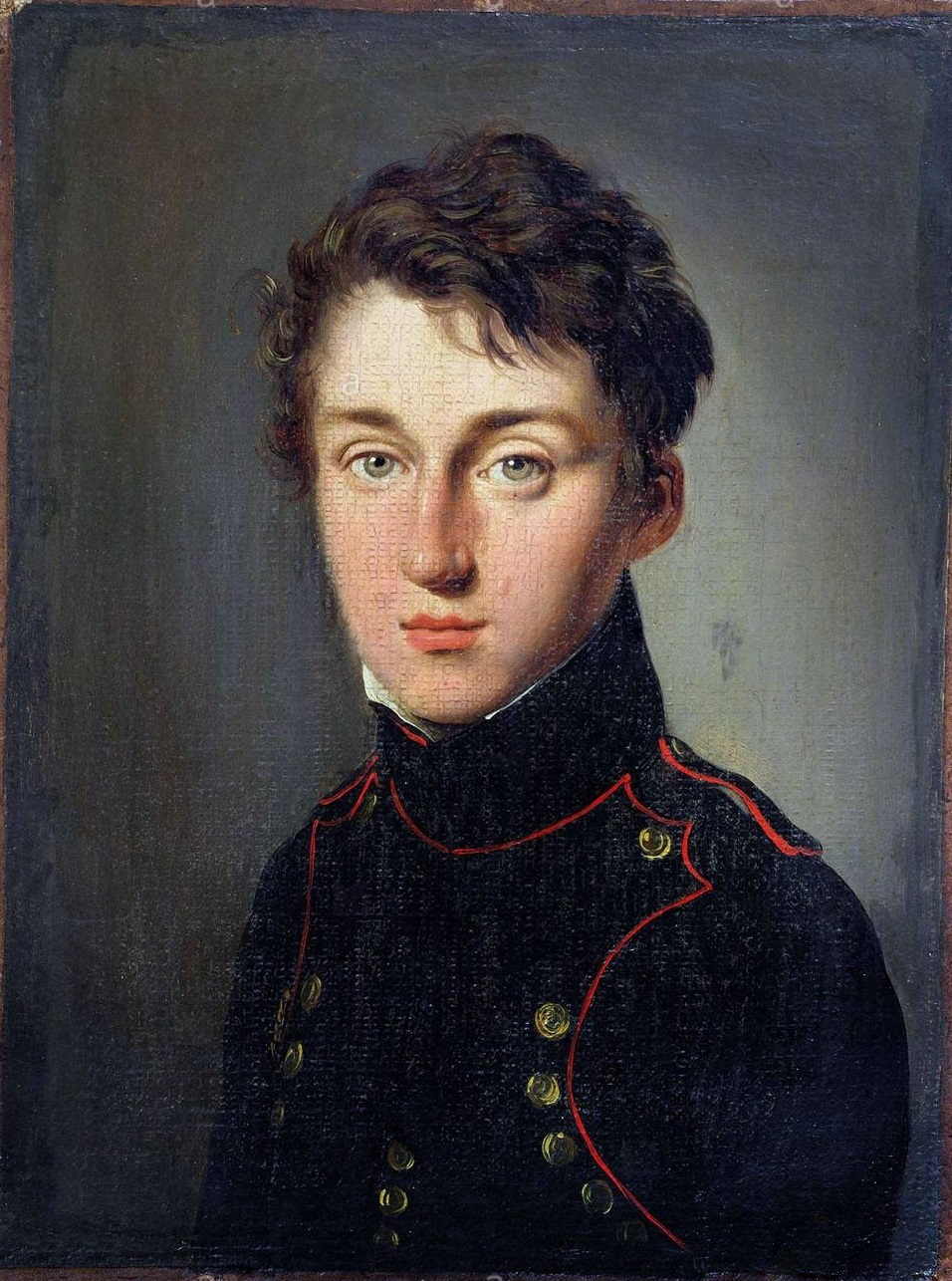
Nicolas Léonard Sadi Carnot com o uniforme tradicional de aluno da École Polytechnique

A primeira teoria da conversão de calor em trabalho mecânico é de Nicolas Léonard Sadi Carnot em 1824. Ele foi o primeiro a perceber corretamente que a eficiência dessa conversão depende da diferença de temperatura entre um motor e seu entorno.
Reconhecendo a importância do trabalho de James Prescott Joule sobre a conservação de energia, Rudolf Clausius foi o primeiro a formular a segunda lei durante 1850, nesta forma: o calor não flui espontaneamente de corpos frios para quentes. Embora seja de conhecimento comum agora, isso era contrário à teoria calórica do calor popular na época, que considerava o calor como um fluido. A partir daí, ele foi capaz de inferir o princípio de Sadi Carnot e a definição de entropia (1865).
Estabelecida durante o século XIX, a declaração de Kelvin e Planck da segunda lei diz: "É impossível para qualquer dispositivo que opere em um ciclo receber calor a partir de um único reservatório e produzir uma quantidade líquida de trabalho." Esta declaração foi mostrada como equivalente à declaração de Clausius.
A hipótese ergódica também é importante para a abordagem de Boltzmann. Ela diz que, em longos períodos de tempo, o tempo gasto em alguma região do espaço de fase de microestados com a mesma energia é proporcional ao volume dessa região, ou seja, que todos os microestados acessíveis são igualmente prováveis em um longo período de tempo. Equivalentemente, ela diz que a média do tempo e a média sobre o conjunto estatístico são as mesmas.
Há uma doutrina tradicional, começando com Clausius, de que a entropia pode ser entendida em termos de "desordem" molecular dentro de um sistema macroscópico. Essa doutrina é obsoleta.

### Relato dado por Clausius

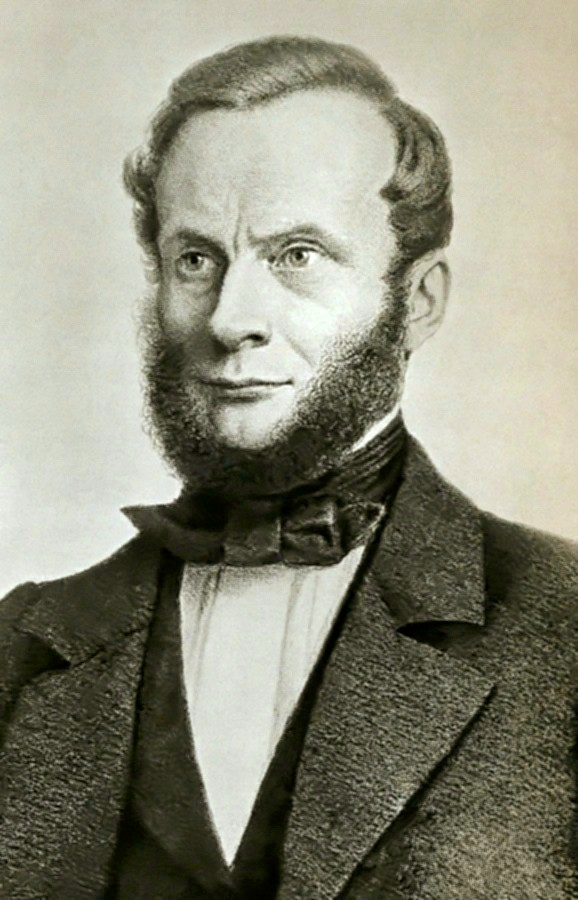
Rudolf Clausius

Em 1865, o físico alemão Rudolf Clausius declarou o que chamou de "segundo teorema fundamental na teoria mecânica do calor" na seguinte forma:
{\displaystyle \int {\frac {\delta Q}{T}}=-N}
onde Q é calor, T é temperatura e N é o "valor de equivalência" de todas as transformações não compensadas envolvidas em um processo cíclico. Mais tarde, em 1865, Clausius viria a definir "valor de equivalência" como entropia. Logo após essa definição, naquele mesmo ano, a versão mais famosa da segunda lei foi lida em uma apresentação na Sociedade Filosófica de Zurique em 24 de abril, na qual, no final de sua apresentação, Clausius conclui:
A entropia do universo tende a um máximo.
Esta afirmação é a formulação mais conhecida da segunda lei. Devido à frouxidão de sua linguagem, por exemplo, universo, bem como à falta de condições específicas, por exemplo, aberto, fechado ou isolado, muitas pessoas tomam esta afirmação simples como significando que a segunda lei da termodinâmica se aplica virtualmente a todos os assuntos imagináveis. Isso não é verdade; esta afirmação é apenas uma versão simplificada de uma descrição mais estendida e precisa.
Em termos de variação de tempo, a afirmação matemática da segunda lei para um sistema isolado passando por uma transformação arbitrária é:
{\displaystyle {\frac {dS}{dt}}\geq 0}
onde
S é a entropia do sistema e
t é o tempo.
O sinal de igualdade se aplica após o equilíbrio. Uma forma alternativa de formular a segunda lei para sistemas isolados é:
{\displaystyle {\frac {dS}{dt}}={\dot {S}}_{\text{i}}} with {\displaystyle {\dot {S}}_{\text{i}}\geq 0} com {\displaystyle {\dot {S}}_{\text{i}}} a soma da taxa de produção de entropia por todos os processos dentro do sistema. A vantagem desta formulação é que ela mostra o efeito da produção de entropia. A taxa de produção de entropia é um conceito muito importante, pois determina (limita) a eficiência das máquinas térmicas. Multiplicado pela temperatura ambiente {\displaystyle T_{\text{a}}}, obtém-se a chamada energia dissipada {\displaystyle P_{\text{diss}}=T_{\text{a}}{\dot {S}}_{\text{i}}}.
A expressão da segunda lei para sistemas fechados (portanto, permitindo troca de calor e limites móveis, mas não troca de matéria) é:
{\displaystyle {\frac {dS}{dt}}={\frac {\dot {Q}}{T}}+{\dot {S}}_{\text{i}}} com {\displaystyle {\dot {S}}_{\text{i}}\geq 0}
Aqui,
{\displaystyle {\dot {Q}}} é o fluxo de calor para dentro do sistema
{\displaystyle T} é a temperatura no ponto onde o calor entra no sistema.
O sinal de igualdade é válido no caso em que apenas processos reversíveis ocorrem dentro do sistema. Se processos irreversíveis ocorrem (o que é o caso em sistemas reais em operação), o sinal ">" é válido. Se o calor for fornecido ao sistema em vários lugares, temos que tomar a soma algébrica dos termos correspondentes.
Para sistemas abertos (também permitindo troca de matéria):
{\displaystyle {\frac {dS}{dt}}={\frac {\dot {Q}}{T}}+{\dot {S}}+{\dot {S}}_{\text{i}}} com {\displaystyle {\dot {S}}_{\text{i}}\geq 0}
Aqui, {\displaystyle {\dot {S}}} é o fluxo de entropia no sistema associado ao fluxo de matéria que entra no sistema. Não deve ser confundido com a derivada temporal da entropia. Se a matéria for fornecida em vários lugares, temos que tomar a soma algébrica dessas contribuições.

## Mecânica estatística
A mecânica estatística dá uma explicação para a segunda lei postulando que um material é composto de átomos e moléculas que estão em movimento constante. Um conjunto particular de posições e velocidades para cada partícula no sistema é chamado de microestado do sistema e, por causa do movimento constante, o sistema está constantemente mudando seu microestado. A mecânica estatística postula que, em equilíbrio, cada microestado em que o sistema pode estar tem a mesma probabilidade de ocorrer e, quando essa suposição é feita, leva diretamente à conclusão de que a segunda lei deve ser válida em um sentido estatístico. Ou seja, a segunda lei será válida em média, com uma variação estatística da ordem de 1/√N, onde N é o número de partículas no sistema. Para situações cotidianas (macroscópicas), a probabilidade de que a segunda lei seja violada é praticamente zero. No entanto, para sistemas com um pequeno número de partículas, os parâmetros termodinâmicos, incluindo a entropia, podem mostrar desvios estatísticos significativos do previsto pela segunda lei. A teoria termodinâmica clássica não lida com essas variações estatísticas.

## Derivação a partir da mecânica estatística
O primeiro argumento mecânico da teoria cinética dos gases de que colisões moleculares implicam uma equalização de temperaturas e, portanto, uma tendência ao equilíbrio foi devido a James Clerk Maxwell em 1860; Ludwig Boltzmann com seu teorema H de 1872 também argumentou que, devido a colisões, os gases deveriam, ao longo do tempo, tender para a distribuição de Maxwell e Boltzmann.
Devido ao paradoxo de Loschmidt, as derivações da segunda lei têm que fazer uma suposição sobre o passado, ou seja, que o sistema não é correlacionado em algum momento no passado; isso permite um tratamento probabilístico simples. Essa suposição é geralmente considerada uma condição de contorno e, portanto, a segunda lei é, em última análise, uma consequência das condições iniciais em algum lugar no passado, provavelmente no início do universo (o Big Bang), embora outros cenários também tenham sido sugeridos.
Dadas essas suposições, na mecânica estatística, a segunda lei não é um postulado, mas sim uma consequência do postulado fundamental, também conhecido como postulado da probabilidade a priori igual, desde que fique claro que argumentos de probabilidade simples são aplicados apenas ao futuro, enquanto para o passado há fontes auxiliares de informação que nos dizem que era baixa entropia. A primeira parte da segunda lei, que afirma que a entropia de um sistema termicamente isolado só pode aumentar, é uma consequência trivial do postulado da probabilidade a priori igual, se restringirmos a noção de entropia a sistemas em equilíbrio térmico. A entropia de um sistema isolado em equilíbrio térmico contendo uma quantidade de energia de {\displaystyle E} é:
{\displaystyle S=k_{\mathrm {B} }\ln \left[\Omega \left(E\right)\right]}
onde {\displaystyle \Omega \left(E\right)} é o número de estados quânticos em um pequeno intervalo entre {\displaystyle E} e {\displaystyle E+\delta E}. Aqui {\displaystyle \delta E} é um intervalo de energia macroscopicamente pequeno que é mantido fixo. Estritamente falando, isso significa que a entropia depende da escolha de {\displaystyle \delta E}. No entanto, no limite termodinâmico (ou seja, no limite de tamanho de sistema infinitamente grande), a entropia específica (entropia por unidade de volume ou por unidade de massa) não depende de {\displaystyle \delta E}.
Suponha que temos um sistema isolado cujo estado macroscópico é especificado por uma série de variáveis. Essas variáveis macroscópicas podem, por exemplo, referir-se ao volume total, às posições dos pistões no sistema, etc. Então {\displaystyle \Omega } dependerá dos valores dessas variáveis. Se uma variável não for fixa (por exemplo, não prendemos um pistão em uma determinada posição), então, como todos os estados acessíveis são igualmente prováveis em equilíbrio, a variável livre em equilíbrio será tal que {\displaystyle \Omega } é maximizado na energia dada do sistema isolado, pois essa é a situação mais provável em equilíbrio.
Se a variável foi inicialmente fixada em algum valor, então, após a liberação e quando o novo equilíbrio for alcançado, o fato de a variável se ajustar de modo que {\displaystyle \Omega } seja maximizado, implica que a entropia terá aumentado ou permanecerá a mesma (se o valor no qual a variável foi fixada for o valor de equilíbrio). Suponha que começamos de uma situação de equilíbrio e repentinamente removemos uma restrição em uma variável. Então, logo após fazermos isso, há um número {\displaystyle \Omega } de microestados acessíveis, mas o equilíbrio ainda não foi alcançado, então as probabilidades reais do sistema estar em algum estado acessível ainda não são iguais à probabilidade anterior de {\displaystyle 1/\Omega }. Já vimos que no estado de equilíbrio final, a entropia terá aumentado ou permanecerá a mesma em relação ao estado de equilíbrio anterior. O teorema H de Boltzmann, no entanto, prova que a quantidade H aumenta monotonicamente como uma função do tempo durante o estado intermediário fora do equilíbrio.

### Derivação da mudança de entropia para processos reversíveis
A segunda parte da segunda lei afirma que a mudança de entropia de um sistema passando por um processo reversível é dada por:
{\displaystyle dS={\frac {\delta Q}{T}}}
onde a temperatura é definida como:
{\displaystyle {\frac {1}{k_{\mathrm {B} }T}}\equiv \beta \equiv {\frac {d\ln \left[\Omega \left(E\right)\right]}{dE}}}
Veja Conjunto microcanônico para a justificativa para esta definição. Suponha que o sistema tenha algum parâmetro externo, x, que pode ser alterado. Em geral, os autoestados de energia do sistema dependerão de x. De acordo com o teorema adiabático da mecânica quântica, no limite de uma mudança infinitamente lenta do Hamiltoniano do sistema, o sistema permanecerá no mesmo autoestado de energia e, portanto, mudará sua energia de acordo com a mudança na energia do autoestado de energia em que está.
A força generalizada, X, correspondente à variável externa x é definida de modo que {\displaystyle Xdx} é o trabalho realizado pelo sistema se x for aumentado por uma quantidade dx. Por exemplo, se x é o volume, então X é a pressão. A força generalizada para um sistema conhecido por estar em autoestado de energia {\displaystyle E_{r}} é dada por:
{\displaystyle X=-{\frac {dE_{r}}{dx}}}
Como o sistema pode estar em qualquer autoestado de energia dentro de um intervalo de {\displaystyle \delta E}, definimos a força generalizada para o sistema como o valor esperado da expressão acima:
{\displaystyle X=-\left\langle {\frac {dE_{r}}{dx}}\right\rangle \,}
Para avaliar a média, particionamos os autoestados de energia {\displaystyle \Omega \left(E\right)} contando quantos deles têm um valor para {\displaystyle {\frac {dE_{r}}{dx}}} dentro de um intervalo entre {\displaystyle Y} e {\displaystyle Y+\delta Y}. Chamando esse número de {\displaystyle \Omega _{Y}\left(E\right)}, temos:
{\displaystyle \Omega \left(E\right)=\sum _{Y}\Omega _{Y}\left(E\right)\,}
A média que define a força generalizada pode agora ser escrita:
{\displaystyle X=-{\frac {1}{\Omega \left(E\right)}}\sum _{Y}Y\Omega _{Y}\left(E\right)\,}
Podemos relacionar isso à derivada da entropia em relação a x em energia constante E como segue. Suponha que mudamos x para x + dx. Então {\displaystyle \Omega \left(E\right)} mudará porque os autoestados de energia dependem de x, fazendo com que os autoestados de energia se movam para dentro ou para fora do intervalo entre {\displaystyle E} e {\displaystyle E+\delta E}. Vamos nos concentrar novamente nos autoestados de energia para os quais {\textstyle {\frac {dE_{r}}{dx}}} está dentro do intervalo entre {\displaystyle Y} e {\displaystyle Y+\delta Y}. Como esses autoestados de energia aumentam em energia em Y dx, todos esses autoestados de energia que estão no intervalo que varia de E – Y dx a E se movem a partir de abaixo de E para acima de E. Existem
{\displaystyle N_{Y}\left(E\right)={\frac {\Omega _{Y}\left(E\right)}{\delta E}}Ydx\,}
tais autoestados de energia. Se {\displaystyle Ydx\leq \delta E}, todos esses autoestados de energia se moverão para o intervalo entre {\displaystyle E} e {\displaystyle E+\delta E} e contribuirão para um aumento em {\displaystyle \Omega }. O número de autoestados de energia que se movem a partir de abaixo de {\displaystyle E+\delta E} para acima de {\displaystyle E+\delta E} é dado por {\displaystyle N_{Y}\left(E+\delta E\right)}. A diferença
{\displaystyle N_{Y}\left(E\right)-N_{Y}\left(E+\delta E\right)\,}
é, portanto, a contribuição líquida para o aumento em {\displaystyle \Omega }. Se Y dx for maior que {\displaystyle \delta E} haverá os autoestados de energia que se movem a partir de abaixo de E para acima de {\displaystyle E+\delta E}. Eles são contados em {\displaystyle N_{Y}\left(E\right)} e {\displaystyle N_{Y}\left(E+\delta E\right)}, portanto, a expressão acima também é válida nesse caso.
Expressar a expressão acima como uma derivada em relação a E e somar sobre Y produz a expressão:
{\displaystyle \left({\frac {\partial \Omega }{\partial x}}\right)_{E}=-\sum _{Y}Y\left({\frac {\partial \Omega _{Y}}{\partial E}}\right)_{x}=\left({\frac {\partial \left(\Omega X\right)}{\partial E}}\right)_{x}\,}
A derivada logarítmica de {\displaystyle \Omega } em relação a x é, portanto, dada por:
{\displaystyle \left({\frac {\partial \ln \left(\Omega \right)}{\partial x}}\right)_{E}=\beta X+\left({\frac {\partial X}{\partial E}}\right)_{x}\,}
O primeiro termo é intensivo, ou seja, não escala com o tamanho do sistema. Em contraste, o último termo escala como o tamanho inverso do sistema e, portanto, desaparecerá no limite termodinâmico. Assim, descobrimos que:
{\displaystyle \left({\frac {\partial S}{\partial x}}\right)_{E}={\frac {X}{T}}\,}
Combinando isso com
{\displaystyle \left({\frac {\partial S}{\partial E}}\right)_{x}={\frac {1}{T}}\,}
obtemos:
{\displaystyle dS=\left({\frac {\partial S}{\partial E}}\right)_{x}dE+\left({\frac {\partial S}{\partial x}}\right)_{E}dx={\frac {dE}{T}}+{\frac {X}{T}}dx={\frac {\delta Q}{T}}\,}

### Derivação para sistemas descritos pelo conjunto canônico
Se um sistema está em contato térmico com um banho de calor em alguma temperatura T, então, em equilíbrio, a distribuição de probabilidade sobre os autovalores de energia é dada pelo conjunto canônico:
{\displaystyle P_{j}={\frac {\exp \left(-{\frac {E_{j}}{k_{\mathrm {B} }T}}\right)}{Z}}}
Aqui Z é um fator que normaliza a soma de todas as probabilidades para 1, esta função é conhecida como função de partição. Agora consideramos uma mudança reversível infinitesimal na temperatura e nos parâmetros externos dos quais os níveis de energia dependem. Segue da fórmula geral para a entropia:
{\displaystyle S=-k_{\mathrm {B} }\sum _{j}P_{j}\ln \left(P_{j}\right)}
que
{\displaystyle dS=-k_{\mathrm {B} }\sum _{j}\ln \left(P_{j}\right)dP_{j}}
Inserir a fórmula para {\displaystyle P_{j}} para o conjunto canônico aqui resulta em:
{\displaystyle dS={\frac {1}{T}}\sum _{j}E_{j}dP_{j}={\frac {1}{T}}\sum _{j}d\left(E_{j}P_{j}\right)-{\frac {1}{T}}\sum _{j}P_{j}dE_{j}={\frac {dE+\delta W}{T}}={\frac {\delta Q}{T}}}

### Condições iniciais noBig Bang
Conforme elaborado acima, acredita-se que a segunda lei da termodinâmica seja um resultado das condições iniciais de entropia muito baixa no Big Bang. De um ponto de vista estatístico, essas eram condições muito especiais. Por outro lado, eram bastante simples, pois o universo – ou pelo menos a parte dele a partir da qual o universo observável se desenvolveu – parece ter sido extremamente uniforme.
Isso pode parecer um tanto paradoxal, já que em muitos sistemas físicos condições uniformes (por exemplo, gases misturados em vez de separados) têm alta entropia. O paradoxo é resolvido ao perceber que sistemas gravitacionais têm capacidade térmica negativa, de modo que quando a gravidade é importante, condições uniformes (por exemplo, gás de densidade uniforme) de fato têm menor entropia em comparação com as que não são uniformes (por exemplo, buracos negros no espaço vazio). Outra abordagem é que o universo tinha uma entropia alta (ou mesmo máxima) dado seu tamanho, mas à medida que o universo crescia, ele rapidamente saía do equilíbrio termodinâmico, sua entropia aumentava apenas ligeiramente em comparação com o aumento da entropia máxima possível e, portanto, chegava a uma entropia muito baixa quando comparada ao máximo possível muito maior dado seu tamanho posterior.
Quanto à razão pela qual as condições iniciais eram tais, uma sugestão é que a inflação cosmológica foi suficiente para eliminar a não-suavidade, enquanto outra é que o universo foi criado espontaneamente, onde o mecanismo de criação implica condições iniciais de baixa entropia.

## Organismos vivos
Existem duas maneiras principais de formular a termodinâmica, (a) por meio de passagens de um estado de equilíbrio termodinâmico para outro, e (b) por meio de processos cíclicos, pelos quais o sistema é deixado inalterado, enquanto a entropia total do entorno é aumentada. Essas duas maneiras ajudam a entender os processos da vida. A termodinâmica dos organismos vivos foi considerada por muitos autores, incluindo Erwin Schrödinger (em seu livro O que é a vida?) e Léon Brillouin.
Para uma aproximação justa, organismos vivos podem ser considerados como exemplos de (b). Aproximadamente, o estado físico de um animal é cíclico a cada dia, deixando o animal quase inalterado. Os animais ingerem alimentos, água e oxigênio e, como resultado do metabolismo, liberam produtos de decomposição e calor. As plantas absorvem energia radiativa a partir do sol, que pode ser considerada calor, dióxido de carbono e água. Elas liberam oxigênio. Dessa forma, elas crescem. Eventualmente, elas morrem e seus restos apodrecem, transformando-se principalmente em dióxido de carbono e água. Isso pode ser considerado um processo cíclico. No geral, a luz solar vem de uma fonte de alta temperatura, o sol, e sua energia é passada para um dissipador de temperatura mais baixa, ou seja, irradiada para o espaço. Isso é um aumento da entropia dos arredores da planta. Assim, animais e plantas obedecem à segunda lei da termodinâmica, considerada em termos de processos cíclicos.
Além disso, a capacidade dos organismos vivos de crescer e aumentar em complexidade, bem como de formar correlações com o seu ambiente na forma de adaptação e memória, não se opõe à segunda lei – pelo contrário, é semelhante aos resultados gerais que dela decorrem: segundo algumas definições, um aumento na entropia também resulta num aumento na complexidade, e para um sistema finito que interage com reservatórios finitos, um aumento na entropia é equivalente a um aumento nas correlações entre o sistema e os reservatórios.
Organismos vivos podem ser considerados sistemas abertos, porque a matéria passa para dentro e para fora deles. A termodinâmica de sistemas abertos é atualmente considerada frequentemente em termos de passagens de um estado de equilíbrio termodinâmico para outro, ou em termos de fluxos na aproximação do equilíbrio termodinâmico local. O problema para organismos vivos pode ser ainda mais simplificado pela aproximação de assumir um estado estacionário com fluxos imutáveis. Princípios gerais de produção de entropia para tais aproximações são um assunto de pesquisa em andamento.

## Sistemas gravitacionais
Comumente, sistemas para os quais a gravidade não é importante têm uma capacidade térmica positiva, o que significa que sua temperatura aumenta com sua energia interna. Portanto, quando a energia flui de um objeto de alta temperatura para um objeto de baixa temperatura, a temperatura da fonte diminui enquanto a temperatura do sumidouro aumenta; portanto, as diferenças de temperatura tendem a diminuir ao longo do tempo.
Este nem sempre é o caso para sistemas nos quais a força gravitacional é importante: sistemas que são limitados por sua própria gravidade, como estrelas, podem ter capacidades térmicas negativas. À medida que se contraem, tanto sua energia total quanto sua entropia diminuem, mas sua temperatura interna pode aumentar. Isso pode ser significativo para protoestrelas e até mesmo planetas gigantes gasosos como Júpiter. Quando a entropia da radiação do corpo negro emitida pelos corpos é incluída, no entanto, a entropia total do sistema pode ser mostrada aumentando mesmo quando a entropia do planeta ou estrela diminui.

## Estados que não são de equilíbrio
A teoria da termodinâmica clássica ou de equilíbrio é idealizada. Um postulado ou suposição principal, muitas vezes nem mesmo explicitamente declarado, é a existência de sistemas em seus próprios estados internos de equilíbrio termodinâmico. Em geral, uma região do espaço contendo um sistema físico em um dado momento, que pode ser encontrado na natureza, não está em equilíbrio termodinâmico, lido nos termos mais rigorosos. Em termos mais frouxos, nada em todo o universo está ou já esteve verdadeiramente em equilíbrio termodinâmico exato.
Para fins de análise física, muitas vezes é conveniente fazer uma suposição de equilíbrio termodinâmico. Tal suposição pode depender de tentativa e erro para sua justificação. Se a suposição for justificada, ela pode muitas vezes ser muito valiosa e útil porque torna disponível a teoria da termodinâmica. Os elementos da suposição de equilíbrio são que um sistema é observado como imutável por um tempo indefinidamente longo, e que há tantas partículas em um sistema, que sua natureza particulada pode ser totalmente ignorada. Sob tal suposição de equilíbrio, em geral, não há flutuações macroscopicamente detectáveis. Há uma exceção, o caso de estados críticos, que exibem a olho nu o fenômeno da opalescência crítica. Para estudos laboratoriais de estados críticos, são necessários tempos de observação excepcionalmente longos.
Em todos os casos, a suposição de equilíbrio termodinâmico, uma vez feita, implica como consequência que nenhuma "flutuação" candidata putativa altera a entropia do sistema.
Pode facilmente acontecer que um sistema físico exiba mudanças macroscópicas internas que sejam rápidas o suficiente para invalidar a suposição da constância da entropia. Ou que um sistema físico tenha tão poucas partículas que a natureza particulada se manifeste em flutuações observáveis. Então a suposição de equilíbrio termodinâmico deve ser abandonada. Não há definição geral que não é qualificada de entropia para estados que não são de equilíbrio.
Existem casos intermediários, nos quais a suposição de equilíbrio termodinâmico local é uma aproximação muito boa, mas, estritamente falando, ainda é uma aproximação, não é teoricamente ideal.
Para situações que não são de equilíbrio em geral, pode ser útil considerar definições mecânicas estatísticas de outras quantidades que podem ser convenientemente chamadas de "entropia", mas elas não devem ser confundidas ou combinadas com a entropia termodinâmica definida adequadamente para a segunda lei. Essas outras quantidades de fato pertencem à mecânica estatística, não à termodinâmica, o reino primário da segunda lei.
A física das flutuações macroscopicamente observáveis está além do escopo deste artigo.

## Seta do tempo
A segunda lei da termodinâmica é uma lei física que não é simétrica à reversão da direção do tempo. Isso não entra em conflito com as simetrias observadas nas leis fundamentais da física (particularmente a simetria de carga, paridade, e reversão de tempo), uma vez que a segunda lei se aplica estatisticamente em condições de contorno assimétricas no tempo. A segunda lei tem sido relacionada à diferença entre avançar e retroceder no tempo, ou ao princípio de que a causa precede o efeito (a seta causal do tempo, ou causalidade).

## Irreversibilidade
Irreversibilidade em processos termodinâmicos é uma consequência do caráter assimétrico das operações termodinâmicas, e não de quaisquer propriedades microscópicas internamente irreversíveis dos corpos. Operações termodinâmicas são intervenções externas macroscópicas impostas aos corpos participantes, não derivadas de suas propriedades internas. Há supostos "paradoxos" que surgem da falha em reconhecer isso.

### Paradoxo de Loschmidt
O paradoxo de Loschmidt, também conhecido como paradoxo da reversibilidade, é a objeção de que não deveria ser possível deduzir um processo irreversível da dinâmica simétrica no tempo que descreve a evolução microscópica de um sistema macroscópico.
Na opinião de Schrödinger, "Agora é bastante óbvio de que maneira você tem que reformular a lei da entropia – ou, nesse caso, todas as outras declarações irreversíveis – para que elas sejam capazes de serem derivadas de modelos reversíveis. Você não deve falar de um sistema isolado, mas pelo menos de dois, que você pode, por enquanto, considerar isolados do resto do mundo, mas nem sempre um do outro." Os dois sistemas são isolados um do outro pela parede, até que ela seja removida pela operação termodinâmica, conforme previsto pela lei. A operação termodinâmica é imposta externamente, não sujeita às leis dinâmicas microscópicas reversíveis que governam os constituintes dos sistemas. É a causa da irreversibilidade. A declaração da lei neste presente artigo está de acordo com o conselho de Schrödinger. A relação de causa e efeito é logicamente anterior à segunda lei, não derivada dela. Isso reafirma os postulados de Albert Einstein que são a pedra angular da Relatividade Especial e Geral – que o fluxo do tempo é irreversível, no entanto é relativo. A causa deve preceder o efeito, mas apenas dentro das restrições definidas explicitamente na Relatividade geral (ou Relatividade especial, dependendo das condições locais do espaço-tempo). Bons exemplos disso são o Paradoxo da escada, dilatação do tempo e contração do comprimento exibidos por objetos que se aproximam da velocidade da luz ou nas proximidades de uma região superdensa de massa/energia – por exemplo, buracos negros, estrelas de nêutrons, magnetares e quasares.

### Teorema da recorrência de Poincaré
O teorema da recorrência de Poincaré considera uma descrição microscópica teórica de um sistema físico isolado. Isso pode ser considerado como um modelo de um sistema termodinâmico após uma operação termodinâmica ter removido uma parede interna. O sistema, após um tempo suficientemente longo, retornará a um estado microscopicamente definido muito próximo do inicial. O tempo de recorrência de Poincaré é o período de tempo decorrido até o retorno. É extremamente longo, provavelmente mais longo do que a vida do universo, e depende sensivelmente da geometria da parede que foi removida pela operação termodinâmica. O teorema de recorrência pode ser percebido como aparentemente contradizendo a segunda lei da termodinâmica. Mais obviamente, no entanto, é simplesmente um modelo microscópico de equilíbrio termodinâmico em um sistema isolado formado pela remoção de uma parede entre dois sistemas. Para um sistema termodinâmico típico, o tempo de recorrência é tão grande (muitas e muitas vezes maior do que a vida útil do universo) que, para todos os propósitos práticos, não se pode observar a recorrência. Pode-se desejar, no entanto, imaginar que se poderia esperar pela recorrência de Poincaré e, então, reinserir a parede que foi removida pela operação termodinâmica. É então evidente que a aparência de irreversibilidade é devida à total imprevisibilidade da recorrência de Poincaré, dado apenas que o estado inicial era de equilíbrio termodinâmico, como é o caso na termodinâmica macroscópica. Mesmo que se pudesse esperar por isso, não há possibilidade prática de escolher o instante certo para reinserir a parede. O teorema da recorrência de Poincaré fornece uma solução para o paradoxo de Loschmidt. Se um sistema termodinâmico isolado pudesse ser monitorado por múltiplos cada vez maiores do tempo médio de recorrência de Poincaré, o comportamento termodinâmico do sistema se tornaria invariante sob reversão de tempo.

### O demônio de Maxwell

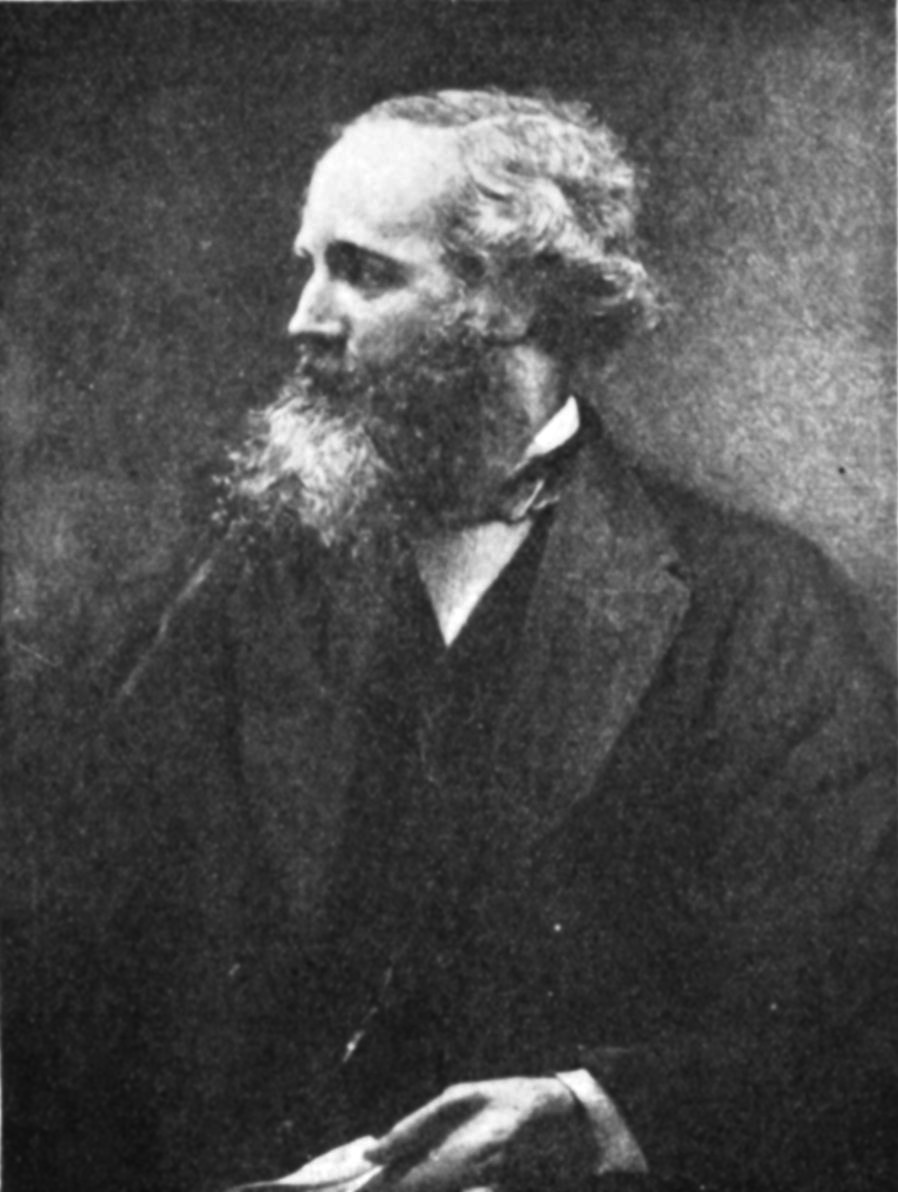
James Clerk Maxwell

James Clerk Maxwell imaginou um recipiente dividido em duas partes, A e B. Ambas as partes são preenchidas com o mesmo gás em temperaturas iguais e colocadas uma ao lado da outra, separadas por uma parede. Observando as moléculas em ambos os lados, um demônio imaginário guarda um alçapão microscópico na parede. Quando uma molécula mais rápida do que a média de A voa em direção ao alçapão, o demônio o abre, e a molécula voará de A para B. A velocidade média das moléculas em B terá aumentado enquanto em A elas terão desacelerado em média. Como a velocidade molecular média corresponde à temperatura, a temperatura diminui em A e aumenta em B, contrariamente à segunda lei da termodinâmica.
Uma resposta a essa questão foi sugerida em 1929 por Leó Szilárd e mais tarde por Léon Brillouin. Szilárd apontou que um demônio de Maxwell da vida real precisaria ter algum meio de medir a velocidade molecular, e que o ato de adquirir informações exigiria um gasto de energia. Da mesma forma, Brillouin demonstrou que a diminuição da entropia causada pelo demônio seria menor do que a entropia produzida pela escolha de moléculas com base em sua velocidade.
O "demônio" de Maxwell altera repetidamente a permeabilidade da parede entre A e B. Portanto, ele está realizando operações termodinâmicas em uma escala microscópica, não apenas observando processos termodinâmicos macroscópicos espontâneos ou naturais comuns.

## Citações
A lei de que a entropia sempre aumenta mantém, eu acho, a posição suprema entre as leis da Natureza. Se alguém lhe aponta que sua teoria favorita do universo está em desacordo com as equações de Maxwell – então tanto pior para as equações de Maxwell. Se for descoberto que ela é contradita pela observação – bem, esses experimentalistas às vezes estragam as coisas. Mas se for descoberto que sua teoria é contra a segunda lei da termodinâmica, não posso lhe dar esperança; não há nada a fazer a não ser entrar em colapso na mais profunda humilhação.— Senhor Arthur Stanley Eddington, The Nature of the Physical World (1927)
Houve quase tantas formulações da segunda lei quanto discussões sobre ela.— Filósofo / Físico P.W. Bridgman, (1941)
Clausius é o autor da declaração sibilina, "A energia do universo é constante; a entropia do universo tende ao máximo." Os objetivos da termomecânica do contínuo param muito aquém de explicar o "universo", mas dentro dessa teoria podemos facilmente derivar uma declaração explícita que, de certa forma, lembra Clausius, mas se referindo apenas a um objeto modesto: um corpo isolado de tamanho finito.— Truesdell, C., Muncaster, R. G. (1980). Fundamentals of Maxwell's Kinetic Theory of a Simple Monatomic Gas, Treated as a Branch of Rational Mechanics, Academic Press, New York, ISBN 0-12-701350-4, p. 17.
Nada na vida é certo, exceto a morte, os impostos e a segunda lei da termodinâmica. Todos os três são processos nos quais formas úteis ou acessíveis de alguma quantidade, como energia ou dinheiro, são transformadas em formas inúteis e inacessíveis da mesma quantidade. Isso não quer dizer que esses três processos não tenham benefícios adicionais: impostos pagam estradas e escolas; a segunda lei da termodinâmica movimenta carros, computadores e o metabolismo; e a morte, no mínimo, abre vagas para professores titulares.— Seth Lloyd, escrevendo na Nature 430, 971 (26 de agosto de 2004); doi:10.1038/430971a

### Tratamentos didáticos e em nível médio
- «A Segunda Lei da Termodinâmica». www.seara.ufc.br. Arquivado do original em 13 de maio de 2019
- «Segunda lei da Termodinâmica». www.mspc.eng.br. Arquivado do original em 1 de julho de 2017
- P.M.C. de Oliveira e K. Dechoum;Facilitando a Compreensão da Segunda Lei da Termodinâmica; Revista Brasileira de Ensino de Física, volume 25, número. 4, Dezembro, 2003 - www.scielo.br

### Em nível universitário
- «Segunda lei explicada». www.if.ufrj.br. Arquivado do original em 18 de agosto de 2012